# Ezkio-Itsaso
Ezkio-Itsaso  (hay Ezquioga-Ichaso in the former Spanish official name) là một đô thị trong tỉnh Guipúzcoa thuộc cộng đồng tự trị Xứ Basque, Tây Ban Nha.